# V838 Monocerotis
V838 Monocerotis, también llamada V838 Mon, es una estrella variable situada en la constelación de Monoceros, aproximadamente a 20 000 años luz (6 kpc) del Sol. La estrella exhibió una explosión muy importante a comienzos de 2002, lo cual inicialmente se creyó que era la típica creación de una nova; sin embargo, luego se supo que se trataba de algo completamente distinto. El motivo del estallido aún es incierto pero se han elaborado varias teorías al respecto, incluidas la erupción relacionada con los procesos de muerte estelar y la fusión de una estrella binaria o planetas.

## Estallido
El 6 de enero de 2002, una estrella hasta ese momento desconocida otorgó más brillo a la constelación de Monoceros, el Unicornio. Por tratarse de una nueva estrella variable, se la designó con el nombre de V838 Monocerotis, la 838ª estrella variable de Monoceros. Inicialmente, la curva de luz asemejaba la de una nova, es decir, una erupción que ocurre cuando se ha acumulado suficiente hidrógeno en la superficie de una enana blanca perteneciente a una estrella binaria cercana. Como consecuencia, también se la designó como Nova Monocerotis 2002. V838 Monocerotis alcanzó su magnitud visual máxima (6,75) el 6 de febrero de 2002, tras lo cual su brillo comenzó a disminuir rápidamente, tal como era esperable. No obstante, a principios de marzo la luminosidad de la estrella volvió a crecer, esta vez en ondas infrarrojas. Un nuevo episodio de brillo infrarrojo tuvo lugar a comienzos de abril, luego del cual la estrella regresó a su luminosidad previa a la erupción, que alcanzó una magnitud de 15,6. La curva de luz producida por la última erupción fue algo nunca visto con anterioridad.
El brillo de la estrella alcanzó una magnitud aproximada de un millón de veces la luminosidad del Sol; esto hizo que en aquel momento V838 Monocerotis fuese una de las estrellas más brillantes de la Vía Láctea. La causa de su mayor luminosidad fue la veloz expansión de las capas externas de la estrella. La misma fue observada a través del equipo de interferometría del Observatorio Palomar, que señaló un radio de 1570 ± 400 veces el del Sol (similar al radio de la órbita de Júpiter) y confirmó los primeros cálculos realizados en forma indirecta. La expansión se realizó en tan solo unos meses, es decir que la tasa de expansión fue sumamente elevada. Las leyes de la termodinámica indican que los gases en expansión se enfrían; por lo tanto, la estrella sufrió un gran enfriamiento y adquirió un color rojo oscuro. De hecho, algunos astrónomos argumentan que los espectros de la estrella se asemejaban a los de las enanas marrones clase L. En el supuesto caso de que esto fuese correcto, V838 Monocerotis sería la primera supergigante clase L de la cual se tenga conocimiento. Actualmente, el eco de luz aún sigue expandiéndose y se espera que así continúe hasta 2010.

### Otros sucesos posiblemente similares
Existen registros de varios estallidos similares al ocurrido en V838 Monocerotis. En 1988 se detectó la erupción de una estrella roja en la galaxia de Andrómeda. La estrella, designada M31-RV, alcanzó una magnitud bolométrica absoluta de –9,95 en su punto máximo (equivalente a una luminosidad de 7,5 millones de veces la del Sol) antes de volver a disminuir hasta hacerse indetectable. Una erupción parecida sucedió en 1994 en la Vía Láctea (V4332 Sagittarii).

## Estrella progenitora

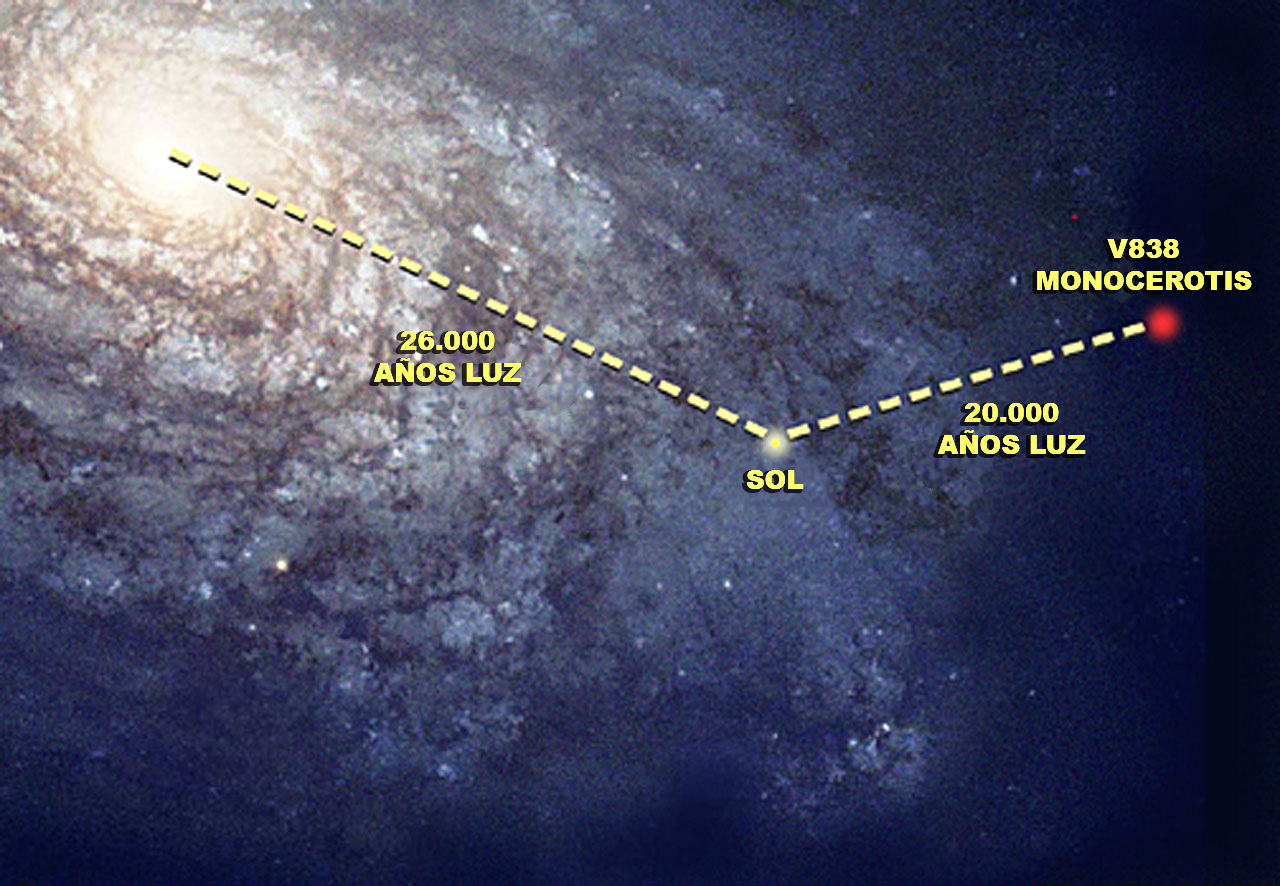
Ubicación de V838 Monocerotis dentro de la Vía Láctea

En los últimos años han surgido varios detalles referentes a la naturaleza de la estrella. Basados en  el eco de luz generado por la erupción, los primeros cálculos en cuanto a la distancia entre V838 Monocerotis y el Sol arrojaron un resultado de 1900 a 2900 años luz. Esto, unido a las mediciones de su magnitud aparente en fotografías previas a la erupción, hacía creer que se trataba de una estrella enana clase F de baja luminosidad, no muy diferente a nuestro Sol, pero que representaba un gran enigma.
Mediciones posteriores, mucho más precisas, señalaron una distancia mayor, equivalente a 20 000 años luz (6 kpc). Según parece, V838 Mon tendría una masa y luminosidad mayores que nuestra estrella; es posible que la masa de la estrella sea entre 5 y 10 veces la del Sol, y que su luminosidad sea entre 550 y 5000 veces mayor. Su radio podría ser de unas cinco veces la del Sol y su temperatura de 4700 a 30 000 K. De más está decir que los valores mencionados no son sino aproximaciones. Munari et al. (2005) indican que, de hecho, la estrella progenitoria es una supergigante enorme con una masa de unas 65 veces la del Sol; asimismo, señalan que el sistema podría tener tan solo cuatro millones de años.
El análisis del espectro de V838 Monocerotis revela que posee una compañera, una estrella de la secuencia principal azul clase B, que probablemente no sea muy distinta de la estrella que hizo erupción. También es posible que la estrella en erupción tenga una masa un poco menor que su compañera y que se halle dentro de la clasificación de estrellas de la secuencia principal por un pequeño margen.
Según el paralaje fotométrico de la estrella compañera, Munari et al. calcularon una distancia mucho mayor: 36 000 años luz (10 kpc).

## Eco de luz

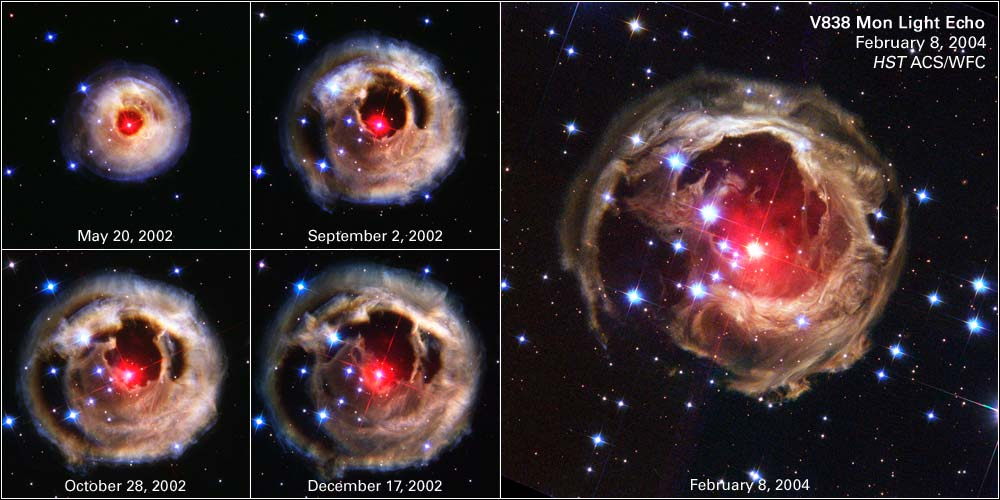
Conjunto de imágenes que muestran la expansión del eco luminico. NASA/ESA.

Un eco de luz es un fenómeno producido por objetos cuyo brillo se incrementa rápidamente, como por ejemplo las novas y supernovas. La luz emitida directamente por el objeto llega primero a su destino pero, si existen nubes de materia interestelar entre la estrella y el observador, parte de la luz se refleja desde las nubes. Puesto que su recorrido es más largo, la luz reflejada llega a destino con posterioridad, lo que produce la visión de unos anillos de luz en expansión desde el objeto en erupción. Además, los anillos parecerían viajar a una velocidad mayor a la de la luz.
En el caso de V838 Monocerotis, el eco lumínico producido superó a las escalas conocidas y su evolución se halla documentada a través de imágenes capturadas por el telescopio espacial Hubble. Aún no está claro si la nebulosa que rodea a la estrella tiene alguna relación con la misma, pero de ser así, podría haber sido provocada por erupciones anteriores, lo cual descartaría varias teorías basadas en eventos castatróficos simples. No obstante, existen suficientes evidencias para afirmar que el sistema de V838 Monocerotis es muy joven y aún estaría alojado dentro de la nebulosa a partir de la cual se formó.
Un dato interesante es que la primera erupción tuvo lugar a una frecuencia espectral mucho más corta (es decir, más cercana al azul) y que esto puede observarse en el eco lumínico: el borde exterior del eco aparece azulado en las fotografías del Hubble.

## Modelos teóricos
Hasta el momento se han publicado varias explicaciones distintas sobre la erupción de V838 Monocerotis.

### Estallido nova atípico
El estallido de V838 Monocerotis podría ser la erupción de una nova pese a las opiniones en contrario, aunque sería una muy inusual. De todas formas, esto es poco probable teniendo en cuenta que el sistema incluye una estrella clase B y estas son jóvenes y de gran masa. No ha habido tiempo suficiente para que una posible enana blanca se enfriase e incorporase la materia necesaria para provocar la erupción.

### Pulso termal de una estrella moribunda
V838 Monocerotis podría ser una estrella posrama asintótica gigante al límite de su muerte. La nebulosa iluminada por el eco de luz podría tratarse de capas de polvo que rodean la estrella, creadas por esta durante estallidos anteriores. Es posible que el aumento de su brillo haya sido un flash de helio, en el cual el núcleo de una estrella moribunda de poca masa produce rápidamente una fusión de carbono que trastorna, sin destruir, a la estrella (un suceso similar al ocurrido en el Objeto de Sakurai). Sin embargo, ciertas evidencias sostienen la teoría de que el polvo es interestelar y no se encuentra centrado alrededor de V838 Monoceros. Una estrella moribunda que hubiese perdido sus capas externas sería caliente, mientras que la evidencia apunta a una estrella joven.

### Suceso termonuclear dentro de una supergigante masiva
De acuerdo con algunas evidencias, V838 Monocerotis sería una estrella supergigante muy masiva. De ser así, el estallido podría haber sido un flash de carbono, un suceso termonuclear donde una capa de helio de la estrella explota repentinamente y comienza a fusionar carbono. Las estrellas de gran masa son capaces de sobrevivir a dichos sucesos, pero sufren una enorme pérdida de masa (aproximadamente la mitad de su masa original dentro de la secuencia principal) antes de asentarse como estrellas de Wolf-Rayet extremadamente calientes. Esta teoría también podría explicar las nubes de polvo que parecen rodear la estrella. V838 Monoceros se ubica cerca del Centro Galáctico y fuera del disco de la Vía Láctea. El nacimiento de estrellas es menos frecuente en las regiones exteriores de la galaxia y no está claro que las estrellas masivas de ese tipo puedan formarse allí. No obstante, existen grupos muy jóvenes, tales como Ruprecht 44 y NGC 1893 (de cuatro millones de años) a una distancia aproximada de 7 y 6 kpc, respectivamente.

### Fusión
El estallido podría haber sido el resultado de la fusión de dos estrellas de la secuencia principal (o una estrella de la secuencia principal de 8 M☉ y una anterior a la secuencia principal de 0,3 M☉). Esta teoría se halla reforzada por la juventud aparente del sistema y el hecho de que el sistema estelar múltiple pueda ser inestable. Es posible que el componente menos masivo tuviera una órbita demasiado excéntrica o se haya desviado hacia el más grande. Las simulaciones por ordenador han demostrado que la teoría de la fusión es posible. Además, esta teoría explica la gran cantidad de picos en la curva de luz que se observó durante el estallido.

### Suceso de captura planetaria
La posibilidad más intrigantes probablemente sea que V838 Monocerotis haya devorado a sus gigantes gaseosos. Si uno de estos planetas hubiese ingresado en la atmósfera de la estrella, esta inicialmente habría ralentizado el movimiento del planeta; a medida que el gigante gaseoso siguiera penetrando en la atmósfera estelar, la fricción se habría incrementado y la energía cinética habría sido absorbida por la estrella más rápidamente. A continuación, la envoltura estelar se habría calentado lo suficiente para disparar una fusión de deuterio, lo cual provocaría una veloz expansión. Los últimos picos habrían ocurrido cuando otros dos planetas ingresaron en la envoltura expandida. Los autores de esta teoría calculan que anualmente se producen 0,4 capturas planetarias en estrellas similares al Sol, mientras que para estrellas masivas como V838 Monocerotis la tasa es de ~0,5 a 2,5 sucesos por año.